# Хрущ Олег Петрович
Оле́г Петро́вич Хрущ (7 червня 1975, с. Новосілка, нині Україна — 9 липня 2022, м. Часів Яр, Донецька область, Україна) — український військовослужбовець, солдат Збройних сил України, учасник російсько-української війни. Почесний громадянин міста Тернополя (2022, посмертно).

## Життєпис
Олег Хрущ народився 7 червня 1975 року в селі Новосілці, нині Скалатської громади Тернопільського району Тернопільської области України.
Мобілізований 2 березня 2022 року. Проходив службу в роті охорони, згодом переміщений до однієї з бригад. Загинув 9 липня 2022 року в м. Часів Яр на Донеччині.
Проживав у м. Тернополі, де й похований на Алеї Героїв Микулинецької громади.
Залишились дружина Оксана, син Сергій і донька Марта.

## Нагороди
- орден «За мужність» III ступеня (9 січня 2023, посмертно) — за особисту мужність і самовідданість, виявлені у захисті державного суверенітету та територіальної цілісності України, вірність військовій присязі[1];
- почесний громадянин міста Тернополя (22 серпня 2022, посмертно)[2][3].

## Військові звання
- солдат.